# Distrito electoral de Logan (condado de Hitchcock, Nebraska)
Logan (en inglés: Logan Precinct) es un distrito electoral ubicado en el condado de Hitchcock en el estado estadounidense de Nebraska. En el Censo de 2010 tenía una población de 40 habitantes y una densidad poblacional de 0,43 personas por km².

## Geografía
Logan se encuentra ubicado en las coordenadas 40°7′52″N 100°48′55″O / 40.13111, -100.81528. Según la Oficina del Censo de los Estados Unidos, Logan tiene una superficie total de 94.07 km², de la cual 94.07 km² corresponden a tierra firme y (0%) 0 km² es agua.

## Demografía
Según el censo de 2010, había 40 personas residiendo en Logan. La densidad de población era de 0,43 hab./km². De los 40 habitantes, Logan estaba compuesto por el 90% blancos, el 0% eran afroamericanos, el 2.5% eran amerindios, el 0% eran asiáticos, el 0% eran isleños del Pacífico, el 0% eran de otras razas y el 7.5% pertenecían a dos o más razas. Del total de la población el 0% eran hispanos o latinos de cualquier raza.